# Liste der Monuments historiques in Soultzbach-les-Bains
Die Liste der Monuments historiques in Soultzbach-les-Bains führt die Monuments historiques in der französischen Gemeinde Soultzbach-les-Bains auf.

## Liste der Bauwerke
| Bezeichnung                    | Beschreibung | Standort                 | Kennzeichnung | Schutzstatus | Datum | Bild           |
| ------------------------------ | --- | ------------------------ | ------------- | ------------ | ----- | -------------- |
| Schloss Hattstatt-Schauenbourg | Ersterwähnung der Burg 1289, im 16. Jahrhundert zum Schloss umgebaut, seit dem 17. Jahrhundert als Kurhaus genutzt, heute Altersheim       | 30 rue du Rempart (Lage) | PA68000056    | Inscrit      | 2009  | weitere Bilder |
| Brunnen                        | bezeichnet 1601 | Grand Rue (Lage)         | PA00085686    | Inscrit      | 1934  | weitere Bilder |
| Kirche St-Jean-Baptiste        | Chor aus dem 14. Jahrhundert; Grabkapelle der Familie Hattstatt um 1514 (heute Sakristei); Schiff von 1738, 1831 verlängert; Turm von 1898 | Rue de l’Église (Lage)   | PA00085685    | Inscrit      | 1934  | weitere Bilder |

## Liste der Objekte
| Bezeichnung                                                        | Beschreibung | Standort                              | Kennzeichnung | Schutzstatus | Datum | Bild |
| ------------------------------------------------------------------ | --- | ------------------------------------- | ------------- | ------------ | ----- | ---- |
| Pietà                                                              | Holz, farbig gefasst und vergoldet, 17. Jahrhundert                                                             | in der Kirche St-Jean-Baptiste (Lage) | PM68001173    | Inscrit      | 1984  |      |
| Hauptaltar                                                         | Altartisch, Tabernakel, Retabel und fünf Skulpturen; Holz, farbig gefasst und vergoldet, 1720                   | in der Kirche St-Jean-Baptiste (Lage) | PM68000579    | Classé       | 1980  |      |
| Kreuzigungsgruppe                                                  | Holz, farbig gefasst, Anfang des 18. Jahrhunderts                                                               | in der Kapelle St-Catherine (Lage)    | PM68000496    | Classé       | 1983  |      |
| Leuchter                                                           | Bronze, 16. Jahrhundert                                                                                         | in der Kirche St-Jean-Baptiste (Lage) | PM68000370    | Classé       | 1983  |      |
| Gemälde Martyrium der heiligen Katharina von Alexandrien           | Ölfarbe auf Leinwand, vergoldeter Holzrahmen, 1840 von Charles Rohn                                             | in der Kapelle St-Catherine (Lage)    | PM68000494    | Classé       | 1983  |      |
| Gemälde Heilige Margareta von Cortona                              | Ölfarbe auf Leinwand, 1728                                                                                      | in der Kapelle St-Catherine (Lage)    | PM68001171    | Inscrit      | 1984  |      |
| Zwei Engelsskulpturen                                              | Holz, farbig gefasst, versilbert und vergoldet, 18. Jahrhundert                                                 | in der Kapelle St-Catherine (Lage)    | PM68001244    | Inscrit      | 1997  |      |
| Sebastiansaltar                                                    | rechter Seitenaltar; Altartisch, Retabel, Gemälde und drei Skulpturen; Holz, farbig gefasst und vergoldet, 1722 | in der Kirche St-Jean-Baptiste (Lage) | PM68000581    | Classé       | 1982  |      |
| Gemälde Maria vom Trost                                            | Ölfarbe auf Leinwand, vergoldeter Holzrahmen, 1738 von Franz Georg Hermann                                      | in der Kapelle St-Catherine (Lage)    | PM68000492    | Classé       | 1983  |      |
| Skulptur Heilige Katharina von Alexandrien                         | Holz, farbig gefasst und vergoldet, 18. Jahrhundert                                                             | in der Kapelle St-Catherine (Lage)    | PM68000495    | Classé       | 1983  |      |
| Grabstein einer Adligen                                            | Liegefigur aus Sandstein, nach 1351                                                                             | in der Kirche St-Jean-Baptiste (Lage) | PM68000577    | Classé       | 1980  |      |
| Grabstein eines Adligen aus der Familie Hattstatt                  | Sandstein, 15. Jahrhundert                                                                                      | in der Kirche St-Jean-Baptiste (Lage) | PM68000578    | Classé       | 1980  |      |
| Wandtabernakel                                                     | Sandstein, Schmiedeeisen, um 1500                                                                               | in der Kapelle St-Catherine (Lage)    | PM68000491    | Classé       | 1983  |      |
| Skulptur Madonna mit Kind                                          | Holz, farbig gefasst und vergoldet, 18. Jahrhundert                                                             | in der Kapelle St-Catherine (Lage)    | PM68001233    | Inscrit      | 1997  |      |
| Skulptur Madonna mit Kind                                          | Holz, farbig gefasst, versilbert und vergoldet, Anfang des 18. Jahrhunderts                                     | in der Kapelle St-Catherine (Lage)    | PM68001172    | Inscrit      | 1984  |      |
| Gemälde Heiliger Nikolaus von Tolentino                            | Ölfarbe auf Leinwand, vergoldeter Holzrahmen, 1738 von Franz Georg Hermann                                      | in der Kapelle St-Catherine (Lage)    | PM68000493    | Classé       | 1983  |      |
| Grabstein von Jakob von Hattstatt und Margaretha von Rathsamhausen | zwei Liegefiguren aus Sandstein, nach 1518                                                                      | in der Kirche St-Jean-Baptiste (Lage) | PM68000576    | Classé       | 1980  |      |
| Maria-Viktoria-Altar                                               | linker Seitenaltar; Altartisch, Retabel, Gemälde und drei Skulpturen; Holz, farbig gefasst und vergoldet, 1740  | in der Kirche St-Jean-Baptiste (Lage) | PM68000580    | Classé       | 1982  |      |